# Katia Ragusa
Katia Ragusa (Schio, 19 mei 1997) is een Italiaanse wielrenster. Vanaf 2024 rijdt ze voor Human Powered Health Women. Hiervoor reed ze voor de ploegen Servetto Footon, BePink, Astana, A.R. Monex en Liv Racing.

## Palmares
2014
 Italiaans kampioen tijdrijden, junior
2015
 Italiaans kampioenschap tijdrijden, junior
2017
1e etappe (TTT) Setmana Ciclista Valenciana
2019
Grand Prix de Chambéry
Bergklassement Ronde van Burgos
2020
 Italiaans kampioenschap op de weg, elite
2024
Bergklassement Tour Down Under

### Resultaten in voornaamste wedstrijden
| Jaar | Ronde van Italië | Ronde van Frankrijk | Ronde van Spanje |
| ---- | ---------------- | ------------------- | ---------------- |
| 2015 |                  |                     |                  |
| 2016 |                  |                     |                  |
| 2017 |                  |                     |                  |
| 2018 |                  |                     |                  |
| 2019 |                  |                     |                  |
| 2020 |                  |                     |                  |
| 2021 |                  |                     |                  |
| 2022 |                  |                     |                  |
| 2023 |                  |                     |                  |
| 2024 |                  |                     |                  |
| 2025 | 91e              |                     |                  |

| Jaar | Milaan-San Remo | Gent-Wevelgem | Ronde van Vlaanderen | Parijs-Roubaix | Amstel Gold Race | Luik-Bast.‑Luik | Trofeo Alfredo Binda | Waalse Pijl | Ronde van Emilia |  | WK op de weg |
| ---- | --------------- | ------------- | -------------------- | -------------- | ---------------- | --------------- | -------------------- | ----------- | ---------------- |  | ------------ |
| 2015 |                 |               |                      |                |                  |                 |                      |             | 29e              |  |              |
| 2016 |                 | 74e           | 106e                 |                |                  |                 | opgave               | opgave      | 46e              |  |              |
| 2017 |                 | 72e           | opgave               |                | opgave           | opgave          |                      | 92e         | 42e              |  |              |
| 2018 |                 |               | 51e                  |                |                  | opgave          | opgave               | 71e         |                  |  |              |
| 2019 |                 |               | 62e                  |                |                  | 47e             | 36e                  | 45e         | 32e              |  |              |
| 2020 |                 | 41e           |                      |                |                  | 33e             |                      | 30e         | 18e              |  | 31e          |
| 2021 |                 | 14e           | 47e                  |                | 34e              | opgave          | 13e                  | opgave      | 9e               |  |              |
| 2022 |                 | opgave        |                      | 88e            |                  | opgave          | opgave               | 101e        |                  |  |              |
| 2023 |                 | 53e           | 62e                  | ↑              |                  |                 | opgave               |             |                  |  |              |
| 2024 |                 | 46e           | 41e                  | 53e            | 31e              |                 | opgave               | 74e         |                  |  |              |
| 2025 | 83e             | 58e           |                      | 58e            |                  |                 |                      |             |                  |  |              |

## Ploegen
- 2016 -  Servetto Footon
- 2017 -  BePink
- 2018 -  BePink
- 2019 -  BePink
- 2020 -  Astana Women's Team
- 2021 -  A.R. Monex
- 2022 -  Liv Racing Xstra
- 2023 -  Liv Racing TeqFind
- 2024 -  Human Powered Health
- 2025 -  Human Powered Health

Barbieri · Buurman · de Jong(vanaf 1/6) · Demey · van der Hulst · Jackson · Jaskulska · Korevaar · McGowan · Neumanová · Ragusa · Smulders · Stultiens · Ton
Andersson · Barbieri · Buurman · Demey · García · van der Hulst · Jaskulska · de Jong · Korevaar · McGowan · Neumanová · Ragusa · Smulders · Stultiens · Ton
Birjoekova · Borghesi (vanaf 2/7) · Christie · Cordon-Ragot · Doebel-Hickok · Edwards · Grossetête · Kasper · Malcotti · D. Pikulik · W. Pikulik · Raaijmakers · Ragusa · Williams · Wood · Zanardi · Zanetti
Blanco · Borghesi · Cipressi · Coles-Lyster · Edwards · Grossetête · de Jong · Kasper · Malcotti · Mitterwallner · D. Pikulik · W. Pikulik · Raaijmakers · Ragusa · Schweinberger · Williams · Zanardi